# Microrregión de Barra del Piraí
La Microrregión de Barra del Piraí era una microrregión del estado brasileño de Río de Janeiro que formaba parte de la antigua mesorregión del Sur Fluminense.
Poseía un área de 2.360,902 km², su población fue estimada en 2006 por el IBGE en 174.248 habitantes y estaba dividida en tres municipios.
En 2017, el Instituto Brasileño de Geografía y Estadística (IBGE) extinguió las mesorregiones y microrregiones, creando un nuevo marco regional con nuevas divisiones geográficas denominadas, respectivamente, regiones geográficas intermedias e inmediatas.

## Municipios
- Barra do Piraí
- Rio das Flores
- Valença